# Konrad Gessner (cyclisme)
Pour les articles homonymes, voir Gessner.
Konrad Gessner (Konrad Geßner), né le 25 décembre 1995 à Erfurt, est un coureur cycliste allemand.

## Biographie
Son frère cadet Jakob est également coureur cycliste.

## Palmarès
- 2013
  - 3e du championnat d'Allemagne de poursuite par équipes juniors
  - 3e du championnat d'Allemagne de l'américaine juniors
- 2014
  - 3e du Tour du Sachsenring
- 2016
  - Grand Prix de Francfort espoirs
  - 2e du championnat d'Allemagne sur route espoirs
- 2017
  - 2e du Tour de Düren
  - 2e du Memorial im. J. Grundmanna J. Wizowskiego
  - 2e du championnat d'Allemagne du contre-la-montre par équipes

## Classements mondiaux
| Année           | 2016 | 2017 | 2018   |
| --------------- | ---- | ---- | ------ |
| UCI Europe Tour | 685e | 536e | 2 078e |